# Limache
Limache é uma comuna da província de Quillota, localizada na Região de Valparaíso, Chile. Possui uma área de 293,8 km² e uma população de 39.219 habitantes (2002).